# Aire urbaine de Montargis

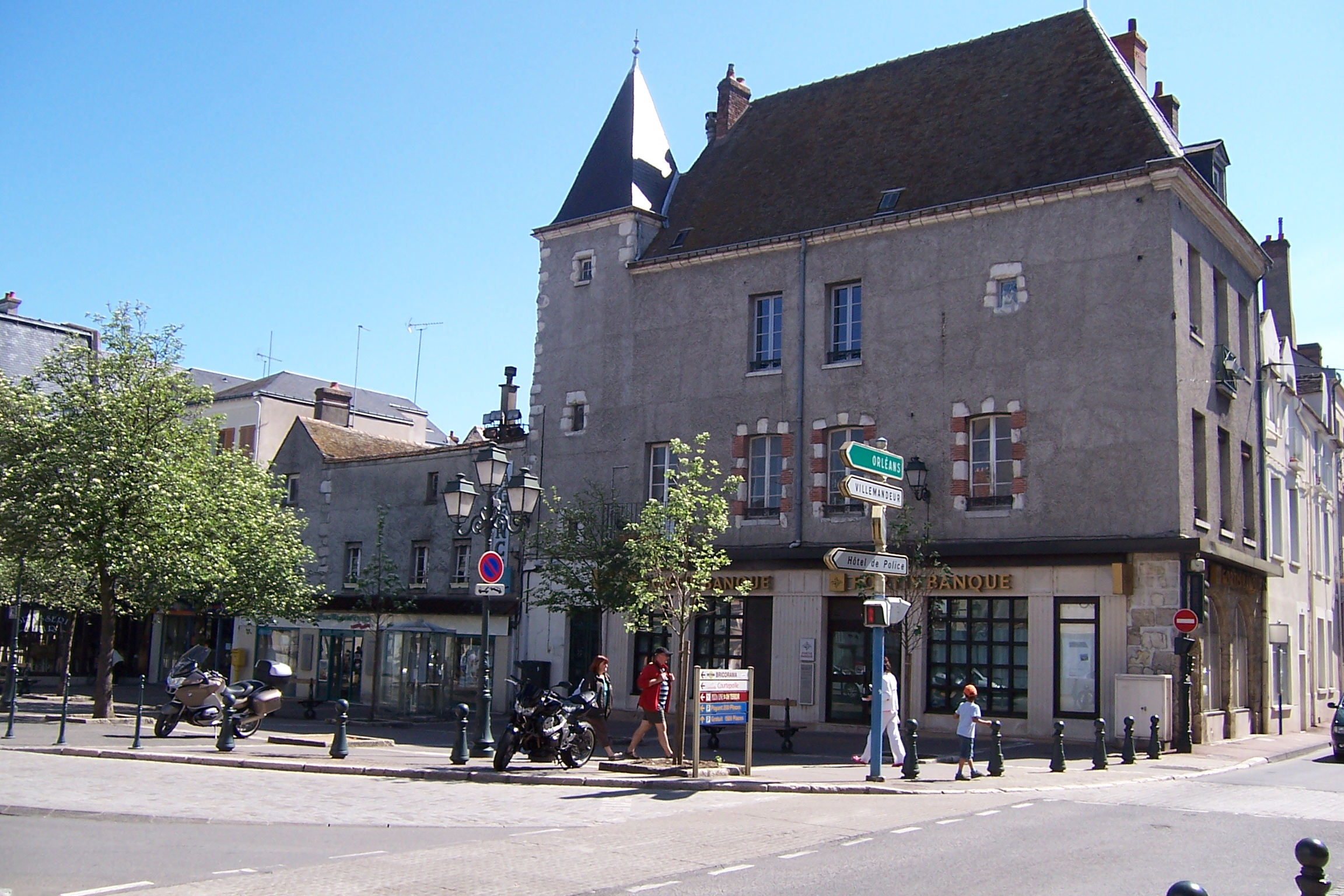
Montargis, centre de l'aire urbaine.

L’aire urbaine de Montargis est une aire urbaine française centrée sur l'unité urbaine de Montargis dans le département du Loiret et la région Centre-Val de Loire. 
Elle est comprise dans la zone d'emploi de Montargis.
C'est l'une des sept aires urbaines du Loiret.
Le périmètre de l'aire urbaine de Montargis a été modifié en 2010.

## Géographie
D'après la définition qu'en donne l'Institut national de la statistique et des études économiques (INSEE), l'aire urbaine de Montargis est composée de 32 communes toutes situées dans le département du Loiret et la région naturelle du Gâtinais. En 2008, ses 69 602 habitants font d'elle la deuxième aire urbaine du département.
Huit communes de l'aire urbaine sont des pôles urbains et 24 sont dites monopolarisées.
Le tableau suivant détaille la répartition de l'aire urbaine sur le département (les pourcentages s'entendent en proportion du département) :
| Département | Communes | Communes (%) | Superficie (km²) | Superficie (%) | Population (2014) | Population (%) |
| ----------- | -------- | ------------ | ---------------- | -------------- | ----------------- | -------------- |
| Loiret      | 35       | 10,7         | 485,32           | 7,2            | 70 561            | 10,5           |

### Démographie
La population de l'aire urbaine est en augmentation constante depuis 1968 avec un gain de plus de 15 000 habitants entre 1968 et 2008.
| 1968   | 1975   | 1982   | 1990   | 1999   | 2008   | 2012   | 2014   |
| ------ | ------ | ------ | ------ | ------ | ------ | ------ | ------ |
| 54 553 | 59 430 | 62 645 | 65 016 | 67 011 | 69 602 | 69 692 | 70 561 |

Pyramide des âges
Au recensement de 2008, la population comptait 36 015 femmes pour 33 587 hommes.
| Hommes | Classe d’âge | Femmes |
| ------ | ------------ | ------ |
| 0,5    | + 90         | 1,3    |
| 7,5    | 75-89        | 11,2   |
| 14,9   | 60-74        | 15,2   |
| 20,2   | 45-59        | 20,0   |
| 19,0   | 30-44        | 18,2   |
| 18,6   | 15-29        | 17,0   |
| 19,3   | 0-14         | 17,0   |

## Liste des communes
Voici la liste des 35 communes de l'aire urbaine de Montargis,.
Le nouveau zonage en aires urbaines de 2010 publié par l'INSEEmodifie la composition de l'aire urbaine de Montargis qui n'inclut plus la commune de Louzouer et s'est vue adjoindre les communes d'Ouzouer-des-Champs, Presnoy, Pressigny-les-Pins et Saint-Hilaire-sur-Puiseaux.
| Code INSEE | Commune                    | Type                  | Statut       | Département | Canton                | Superficie (km²) | Population (2012) | Densité (hab./km²) |
| ---------- | -------------------------- | --------------------- | ------------ | ----------- | --------------------- | ---------------- | ----------------- | ------------------ |
| 45004      | Amilly                     | Pôle urbain           | Ville-centre | Loiret      | Amilly                | +0040,26         | +00011 621,       | +00286,8           |
| 45061      | Cepoy                      | Pôle urbain           | Banlieue     | Loiret      | Châlette-sur-Loing    | +0008,52         | +0 0002 351,      | +00274,3           |
| 45068      | Châlette-sur-Loing         | Pôle urbain           | Ville-centre | Loiret      | Châlette-sur-Loing    | +0013,13         | +00013 256,       | +00991,7           |
| 45076      | La Chapelle-Saint-Sépulcre | Commune monopolarisée | -            | Loiret      | Courtenay             | +0006,21         | +00 000267,       | +00043,8           |
| 45092      | Chevillon-sur-Huillard     | Commune monopolarisée | -            | Loiret      | Amilly                | +0019,34         | +0 0001 298,      | +00065,6           |
| 45102      | Conflans-sur-Loing         | Pôle urbain           | Banlieue     | Loiret      | Amilly                | +0009,14         | +00 000352,       | +00038,5           |
| 45104      | Corquilleroy               | Pôle urbain           | Banlieue     | Loiret      | Châlette-sur-Loing    | +0013,96         | +0 0002 561,      | +00178,7           |
| 45105      | Cortrat                    | Commune monopolarisée | -            | Loiret      | Châtillon-Coligny     | +0011,03         | +000 00089,       | +0 0008,           |
| 45156      | Girolles                   | Commune monopolarisée | -            | Loiret      | Ferrières-en-Gâtinais | +0013,9          | +00 000688,       | +00050,4           |
| 45158      | Gondreville                | Commune monopolarisée | -            | Loiret      | Ferrières-en-Gâtinais | +0008,07         | +00 000373,       | +00045,11          |
| 45165      | Gy-les-Nonains             | Commune monopolarisée | -            | Loiret      | Château-Renard        | +0020,13         | +00 000628,       | +00030,6           |
| 45185      | Lombreuil                  | Commune monopolarisée | -            | Loiret      | Amilly                | +0007,56         | +00 000308,       | +00038,1           |
| 45206      | Mignères                   | Commune monopolarisée | -            | Loiret      | Ferrières-en-Gâtinais | +0005,12         | +00 000319,       | +00063,9           |
| 45207      | Mignerette                 | Commune monopolarisée | -            | Loiret      | Ferrières-en-Gâtinais | +0006,21         | +00 000344,       | +00053,1           |
| 45208      | Montargis                  | Pôle urbain           | Ville-centre | Loiret      | Montargis             | +0004,46         | +00015 020,       | +03 481,2          |
| 45212      | Montcresson                | Commune monopolarisée | -            | Loiret      | Châtillon-Coligny     | +0021,           | +0 0001 310,      | +00062,6           |
| 45216      | Mormant-sur-Vernisson      | Commune monopolarisée | -            | Loiret      | Amilly                | +0010,92         | +00 000128,       | +00011,5           |
| 45219      | Moulon                     | Commune monopolarisée | -            | Loiret      | Bellegarde            | +0009,4          | +00 000182,       | +00019,            |
| 45239      | Oussoy-en-Gâtinais         | Commune monopolarisée | -            | Loiret      | Lorris                | +0023,23         | +00 000404,       | +00017,3           |
| 45242      | Ouzouer-des-Champs         | Commune monopolarisée | -            | Loiret      | Lorris                | +0011,32         | +00 000318,       | +00031,4           |
| 45247      | Pannes                     | Pôle urbain           | Banlieue     | Loiret      | Châlette-sur-Loing    | +0020,84         | +0 0003 223,      | +00152,6           |
| 45249      | Paucourt                   | Commune monopolarisée | -            | Loiret      | Châlette-sur-Loing    | +0020,2          | +00 000895,       | +00044,            |
| 45256      | Presnoy                    | Commune monopolarisée | -            | Loiret      | Lorris                | +0008,           | +00 000245,       | +00032,4           |
| 45257      | Pressigny-les-Pins         | Commune monopolarisée | -            | Loiret      | Châtillon-Coligny     | +0011,9          | +00 000437,       | +00035,3           |
| 45275      | Saint-Firmin-des-Bois      | Commune monopolarisée | -            | Loiret      | Château-Renard        | +0019,05         | +00 000475,       | +00024,1           |
| 45279      | Saint-Germain-des-Prés     | Commune monopolarisée | -            | Loiret      | Château-Renard        | +0026,18         | +0 0001 887,      | +00071,9           |
| 45283      | Saint-Hilaire-sur-Puiseaux | Commune monopolarisée | -            | Loiret      | Lorris                | +0011,34         | +00 000169,       | +00015,2           |
| 45293      | Saint-Maurice-sur-Fessard  | Commune monopolarisée | -            | Loiret      | Amilly                | +0015,38         | +0 0001 142,      | +00073,            |
| 45306      | La Selle-en-Hermoy         | Commune monopolarisée | -            | Loiret      | Château-Renard        | +0019,56         | +00 000768,       | +00039,3           |
| 45312      | Solterre                   | Commune monopolarisée | -            | Loiret      | Amilly                | +0009,8          | +00 000496,       | +00050,4           |
| 45322      | Thorailles                 | Commune monopolarisée | -            | Loiret      | Courtenay             | +0003,45         | +00 000151,       | +00040,9           |
| 45328      | Treilles-en-Gâtinais       | Commune monopolarisée | -            | Loiret      | Ferrières-en-Gâtinais | +0013,97         | +00 000297,       | +00021,            |
| 45338      | Villemandeur               | Pôle urbain           | Banlieue     | Loiret      | Amilly                | +0011,46         | +0 0006 370,      | +00549,7           |
| 45343      | Villevoques                | Commune monopolarisée | -            | Loiret      | Châlette-sur-Loing    | +0005,06         | +00 000199,       | +00040,1           |
| 45345      | Vimory                     | Commune monopolarisée | -            | Loiret      | Amilly                | +0026,22         | +0 0001 121,      | +00042,2           |
|            | Total                      |                       |              |             |                       | +0485,32         | +00069 692,       | +00143,5           |

## Administration
L'aire urbaine de Montargis appartient à l'arrondissement de Montargis et comprend totalement les cantons d'Amilly, Châlette-sur-Loing et Montargis et partiellement ceux de Bellegarde, Château-Renard, Châtillon-Coligny, Courtenay, Ferrières-en-Gâtinais et Lorris.